# Pinnaspis fonsecai
Pinnaspis fonsecai är en insektsart som beskrevs av Manuel Arruda Câmara 1972. Pinnaspis fonsecai ingår i släktet Pinnaspis och familjen pansarsköldlöss. Inga underarter finns listade i Catalogue of Life.